# The Jazz Singer (album)
The Jazz Singer è un album del cantautore statunitense Neil Diamond pubblicato nel 1980, colonna sonora dell'omonimo film diretto da Richard Fleischer, di cui Diamond è protagonista.

## Tracce
Lato 1
1. America – 4:18 (Neil Diamond)
2. Adon Olom – 0:32 (tradizionale)
3. You Baby – 3:01 (Neil Diamond)
4. Love on the Rocks – 3:40 (Neil Diamond, Gilbert Bécaud)
5. Amazed and Confused – 2:53 (Neil Diamond, Richard Bennett)
6. On the Robert E. Lee – 2:03 (Neil Diamond, Gilbert Bécaud)
7. Summerlove – 3:17 (Neil Diamond, Gilbert Bécaud)

Lato 2
1. Hello Again – 4:04 (Neil Diamond, Alan Lindgren)
2. Acapulco – 2:48 (Neil Diamond, Doug Rhone)
3. Hey Louise – 3:00 (Neil Diamond, Gilbert Bécaud)
4. Songs of Life – 3:32 (Neil Diamond, Gilbert Bécaud)
5. Jerusalem – 3:03 (Neil Diamond)
6. Kol Nidre/My Name is Yussel – 1:38 (Traduz. adatt. Neil Diamond, Grenkel/Neil Diamond)
7. America (Reprise) – 2:22 (Neil Diamond)

## Classifiche
- Billboard 200 - #3[1]